# Phthiotis
Phthiotis (Grieks: Φθιώτιδα, Fthiótida, Oudgrieks: Φθιώτις) is een historische Griekse landstreek en was een departement in de regio Centraal-Griekenland. De hoofdstad is Lamía, wat tevens de hoofdstad van de hele regio is. Het departement had 178.696 inwoners (2001).

## Geografie
De meeste gebieden aan de grenzen en aan de kust van het Atalantikanaal zijn doorgaans matig- tot zeer bergachtig. In het zuiden ligt, op de grens van het departement Boeotië de Parnassus, met ten noordoosten daarvan de vallei van de rivier de Kifikos. Het centrale deel wordt overheerst door de vallei van de rivier de Sperchios, waar ook de hoofdstad Lamía ligt, waar het grootste deel van de bevolking woont en waar veel landbouw wordt bedreven. De Sperchios stroomt aan de oostkant van de vallei uit in het Atalantikanaal.

## Plaatsen[2]
Door de bestuurlijke herindeling (Programma Kallikrates) werden de departementen afgeschaft vanaf 2011. Het departement Phthiotis werd een regionale eenheid (perifereiaki enotita). Er werden eveneens gemeentelijke herindelingen doorgevoerd, in de tabel hieronder “GEMEENTE” genoemd.
| Plaats                    | Hoofdplaats (vroeger) | Postcode | GEMEENTE                 | Hoofdplaats van de gemeente |
| ------------------------- | --------------------- | -------- | ------------------------ | --------------------------- |
| Agios Georgios Tymfristou |                       | 350 17   | Makrakomi                | Sperchiada                  |
| Agios Konstantinos        |                       | 350 06   | Molos-Agios Konstantinos | Kamena Vourla               |
| Amfikleia                 |                       | 350 02   | Amfikleia-Elateia        | Kato Tithorea               |
| Atalanti                  |                       | 352 00   | Lokroi                   | Atalanti                    |
| Dafnousia                 | Livanates             | 350 07   | Lokroi                   | Atalanti                    |
| Domokos                   |                       | 350 10   | Domokos                  | Domokos                     |
| Echinaioi                 | Raches                | 353 00   | Stylida                  | Stylida                     |
| Elateia                   |                       | 350 04   | Amfikleia-Elateia        | Kato Tithorea               |
| Gorgopotamos              | Moschochori           | 351 00   | Lamia                    | Lamia                       |
| Kamena Vourla             |                       | 350 08   | Molos-Agios Konstantinos | Kamena Vourla               |
| Lamia                     |                       | 351 00   | Lamia                    | Lamia                       |
| Leianokladi               |                       | 351 00   | Lamia                    | Lamia                       |
| Lokris                    |                       | 350 07   | Lokroi                   | Atalanti                    |
| Makrakomi                 |                       | 350 11   | Makrakomi                | Sperchiada                  |
| Malesina                  |                       | 350 01   | Lokroi                   | Atalanti                    |
| Molos                     |                       | 350 09   | Molos-Agios Konstantinos | Kamena Vourla               |
| Opountia                  | Martino               | 350 05   | Lokroi                   | Atalanti                    |
| Pelasgia                  |                       | 350 13   | Stylida                  | Stylida                     |
| Spercheiada               |                       | 350 03   | Makrakomi                | Sperchiada                  |
| Stylida                   |                       | 353 00   | Stylida                  | Stylida                     |
| Thessaliotida             | Nea Monastirio        | 351 00   | Domokos                  | Domokos                     |
| Tithorea                  | Kato Tithorea         | 350 15   | Amfikleia-Elateia        | Kato Tithorea               |
| Xyniada                   | Omvriaki              | 350 10   | Domokos                  | Domokos                     |
| Ypati                     |                       | 350 16   | Lamia                    | Lamia                       |
| Pavliani                  |                       | 351 00   | Lamia                    | Lamia                       |
| Tymfristos                |                       | 350 17   | Makrakomi                | Sperchiada                  |

Acarnanië · Achaea · Aenianië · Aetolië · Aperantië · Arcadië · Argolis · Athamanië · Attica · Boeotië · Chalkidiki · Chaonië · Dassaretië · Dolopië · Doris · Elis · Epirus · Evia · Histiaeotis · Korinthië · Laconië · Lokris · Macedonië · Magnesië · Malis · Megaris · Messenië · Molossis · Mygdonië · Oetaea · Parauaea · Pelagonië · Pelasgiotis · Perrhaebië · Phocis · Phthiotis · Piërië · Thesprotië · Thessaliotis · Thessalië · Tymphaea